# اس‌ام او-۲۱ (آلمان)
اس‌ام او-۲۱ (به آلمانی: SM U 21) یک او-بوت نیروی دریایی امپراتوری آلمان بود.

## تاریخچه عملیاتی
یک ماه پس از آغاز جنگ جهانی اول، او-۲۱ به فرماندهی ناوسروان اتو هرسینگ روز ۵ سپتامبر سال ۱۹۱۴ اچ‌ام‌اس پث‌فایندر، ناو سبک بریتانیایی را به عنوان نخستبن قربانی او-بوت‌ها، با شلیک یک اژدر غرق کرد.